# Have a Nice Day (Roxette-Album)
Have a Nice Day ist das sechste Studioalbum von Roxette. Es wurde am 22. Februar 1999 bei dem Plattenlabel EMI veröffentlicht. Wish I Could Fly, die erste Singleauskopplung, erhielt in Schweden die Goldene Schallplatte. Über 2.200.000 Verkäufe konnte das Album erzielen.

## Rezeption
Jason Damas von Allmusic bezeichnete das Album als Versuch, Roxettes Trademark-Sound mit Brit-Pop und Electronica „einzukapseln“, der funktioniere: “Have A Nice Day is an effort to encapsulate Roxette’s trademark sound with Brit-pop and electronica, and, by gosh, it works.” Er gab 3 von 5 Sternen. Der NME nannte das Album „another clever-clever bastard of an album which defies Doctor Rock“. Hier wurden 7 von 10 Punkten vergeben.

## Titelliste
| #   | Titel                                              | Länge |
| --- | -------------------------------------------------- | ----- |
| 1.  | Crush on You                                       | 3:35  |
| 2.  | Wish I Could Fly                                   | 4:40  |
| 3.  | You Can’t Put Your Arms Around What’s Already Gone | 3:30  |
| 4.  | Waiting for the Rain                               | 3:37  |
| 5.  | Anyone                                             | 4:31  |
| 6.  | It Will Take a Long Long Time                      | 4:03  |
| 7.  | 7Twenty7                                           | 3:53  |
| 8.  | I Was So Lucky                                     | 4:17  |
| 9.  | Stars                                              | 3:56  |
| 10. | Salvation                                          | 4:38  |
| 11. | Pay the Price                                      | 3:48  |
| 12. | Cooper                                             | 4:17  |
| 13. | Staring at the Ground                              | 2:58  |
| 14. | Beautiful Things                                   | 3:48  |

## Charts und Chartplatzierungen
| Jahr | Titel           | Höchstplatzierung, Gesamtwochen, AuszeichnungChartplatzierungen (Jahr, Titel, Platzierungen, Wochen, Auszeichnungen, Anmerkungen) | Höchstplatzierung, Gesamtwochen, AuszeichnungChartplatzierungen (Jahr, Titel, Platzierungen, Wochen, Auszeichnungen, Anmerkungen) | Höchstplatzierung, Gesamtwochen, AuszeichnungChartplatzierungen (Jahr, Titel, Platzierungen, Wochen, Auszeichnungen, Anmerkungen) | Höchstplatzierung, Gesamtwochen, AuszeichnungChartplatzierungen (Jahr, Titel, Platzierungen, Wochen, Auszeichnungen, Anmerkungen) | Höchstplatzierung, Gesamtwochen, AuszeichnungChartplatzierungen (Jahr, Titel, Platzierungen, Wochen, Auszeichnungen, Anmerkungen) | Anmerkungen                                               |
| Jahr | Titel           | DE | AT | CH | SE | UK | Anmerkungen                                               |
| ---- | --------------- | --- | --- | --- | --- | --- | --------------------------------------------------------- |
| 1999 | Have a Nice Day | DE2 (33 Wo.)DE | AT3 (12 Wo.)AT | CH2 (16 Wo.)CH | SE1 (32 Wo.)SE | UK28 (3 Wo.)UK | Erstveröffentlichung: 28. März 1999 Verkäufe: + 2.200.000 |

## Verkäufe und Auszeichnungen
| Land/Region          | Auszeichnungen für Musikverkäufe (Land/Region, Auszeichnung, Verkäufe) | Verkäufe |
| -------------------- | ---------------------------------------------------------------------- | -------- |
| Deutschland (BVMI)   | Gold                                                                   | 250.000  |
| Finnland (IFPI)      | —                                                                      | 11.895   |
| Norwegen (IFPI)      | Gold                                                                   | 25.000   |
| Österreich (IFPI)    | Gold                                                                   | 25.000   |
| Schweden (IFPI)      | Platin                                                                 | 100.000  |
| Schweiz (IFPI)       | Platin                                                                 | 50.000   |
| Spanien (Promusicae) | Platin                                                                 | 100.000  |
| Insgesamt            | 3× Gold · 3× Platin ·                                                  | 561.895  |

Hauptartikel: Roxette/Auszeichnungen für Musikverkäufe